# Phyllanthus poueboensis
Phyllanthus poueboensis är en emblikaväxtart som beskrevs av Maurice Schmid. Phyllanthus poueboensis ingår i släktet Phyllanthus och familjen emblikaväxter. Inga underarter finns listade i Catalogue of Life.